# Abbaye Notre-Dame-de-l'Assomption de Châtres
Pour les articles homonymes, voir Abbaye Notre-Dame et Notre-Dame-de-l'Assomption.
L'abbaye Notre-Dame-de-l'Assomption de Châtres est située au milieu des vignes à Saint-Brice en Charente ; son abbatiale romane, construite au XIIe siècle, est l'une des plus belles églises à coupoles de la Saintonge.

## Histoire de l'abbaye

### Fondation

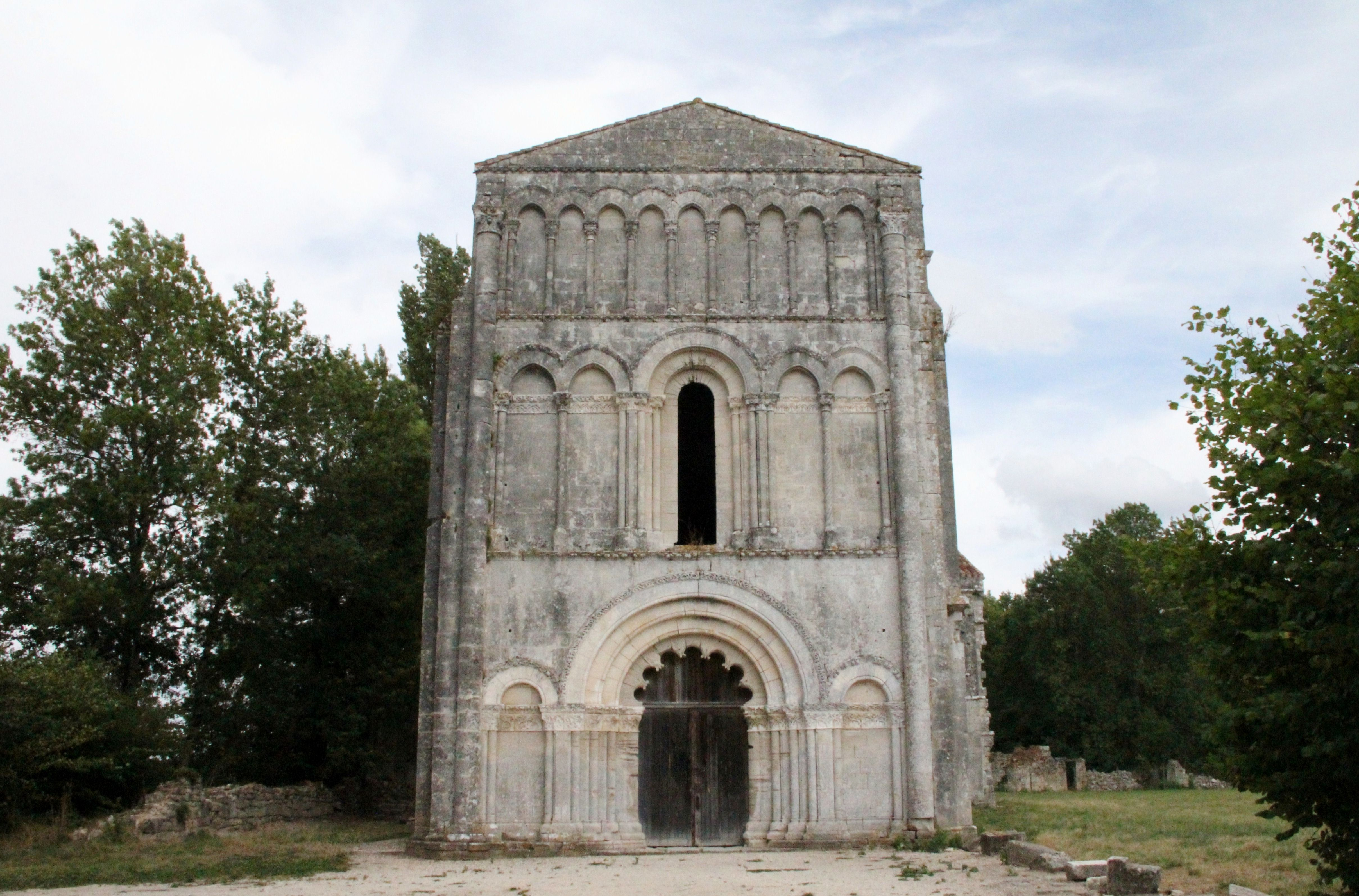
Façade romane.

Selon l'abbé Jean Nanglard (membre de la Société archéologique et historique de la Charente), l'abbaye aurait été fondée vers l'an 1000 ou en 1077, et selon Jean George (plusieurs fois président de la Société archéologique et historique de la Charente), par le seigneur de Bourg-Charente.
D'après les recherches historiques menées au XVIIe siècle pour la Gallia Christiana, l'église aurait été fondée par la donation d'Arnaud Taillefer, comte d'Angoulême, puis enrichie par les libéralités d'un disciple de Robert d'Arbrissel.

### Son statut
Elle hébergeait des chanoines réguliers de saint Augustin obéissant à la vie en communauté et à la pauvreté absolue.

### Guerres, pillages et destructions

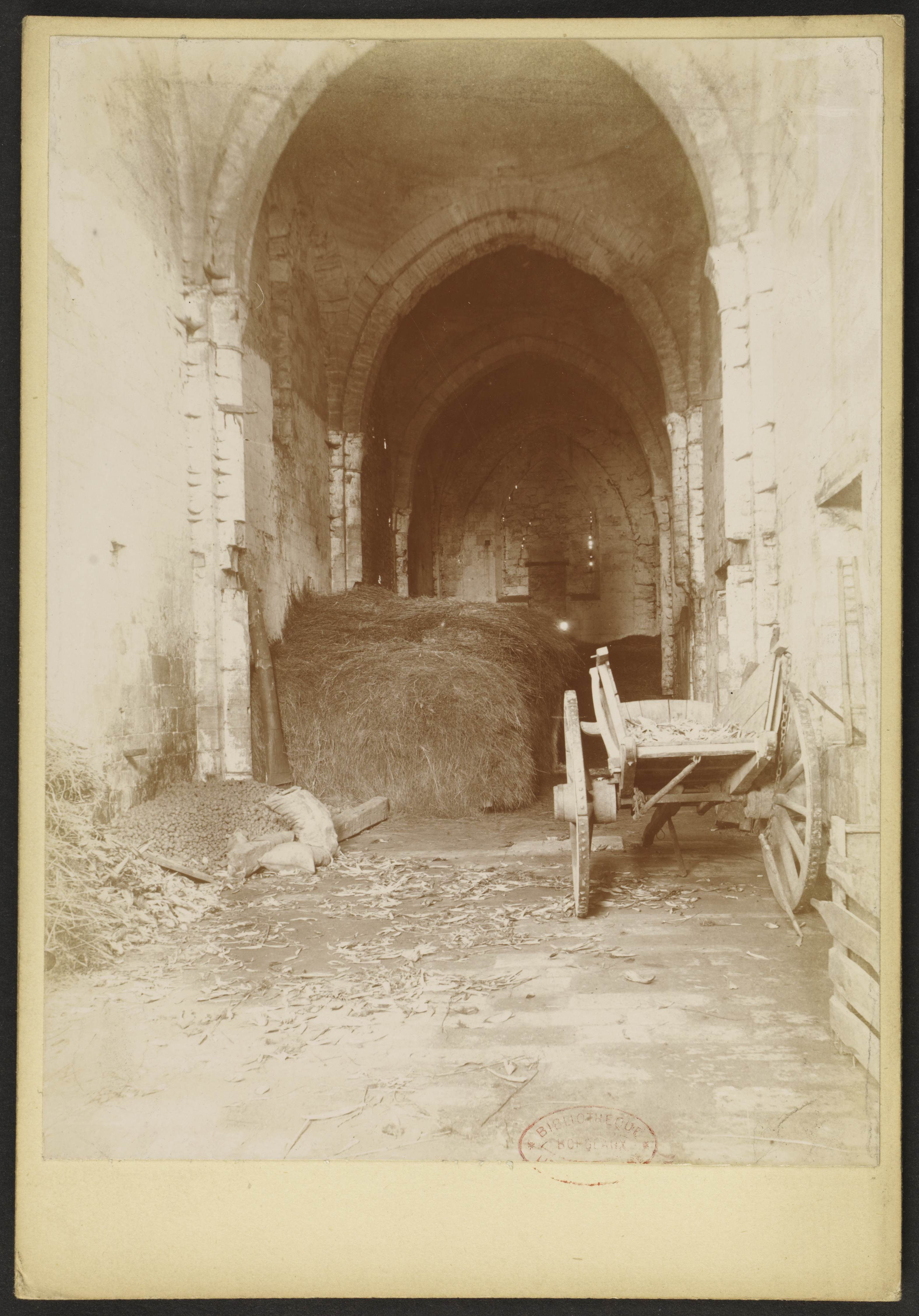
L'abbatiale transformée en hangar agricole, photo J-A Brutails au début du XXe siècle.

L'histoire discrète de la vie religieuse à Châtres est très peu documentée. Seules les destructions ont laissé quelques traces. L'abside romane semble avoir été détruite pendant la guerre de Cent Ans. En 1562, durant les guerres de Religion, un incendie détruit une partie des bâtiments conventuels et le bras nord du transept. À la Révolution, la communauté canoniale est supprimée et les bâtiments et propriétés sont vendus comme bien national en 1795. Elle devient alors une manufacture puis une exploitation agricole, faisant disparaître une grande partie des bâtiments conventuels qui subsistaient encore.

### Rénovations
Classée monument historique en 1948, la rénovation de la façade de l'abbaye est entreprise en 2017. Ils mettent à jour des fresques murales polychromes,. Une souscription a été lancée à la Fondation du patrimoine,.

## Architecture de l'Abbaye

### L’église abbatiale
Longue de 45 mètres, l'église abbatiale du XIIe siècle est à nef unique à coupoles, et la travée est couverte de trois coupoles sur pendentifs. Sur la croisée du transept, une coupole sur pendentifs plus large, dont la base est ornée d'un cordon en dents de scie, présente deux oculi. Les murs gouttereaux sont renforcés par des arcs brisés.
L'élévation, extrêmement sobre, se distingue des autres églises à coupoles de la région, et contraste avec la richesse décorative de la façade.
La façade, flanquée de contreforts-colonnes et divisée en trois registres par des corniches, présente une élégante série d'arcatures, dont le savant jeu de proportions est parfaitement maîtrisé, augmentant le nombre d'arcades et réduisant leur hauteur à chaque niveau.
Son portail polylobé exceptionnel s'ouvre entre deux étroites arcatures aveugles. Les voussures sont nues, mais les archivoltes et les chapiteaux sont sculptés de rinceaux minces entrelacés.
Le chœur à chevet plat a été reconstruit au XIVe siècle et est voûté d'ogives. Il subsiste aussi une chapelle du XVe siècle, l'absidiole de la croisée sud.

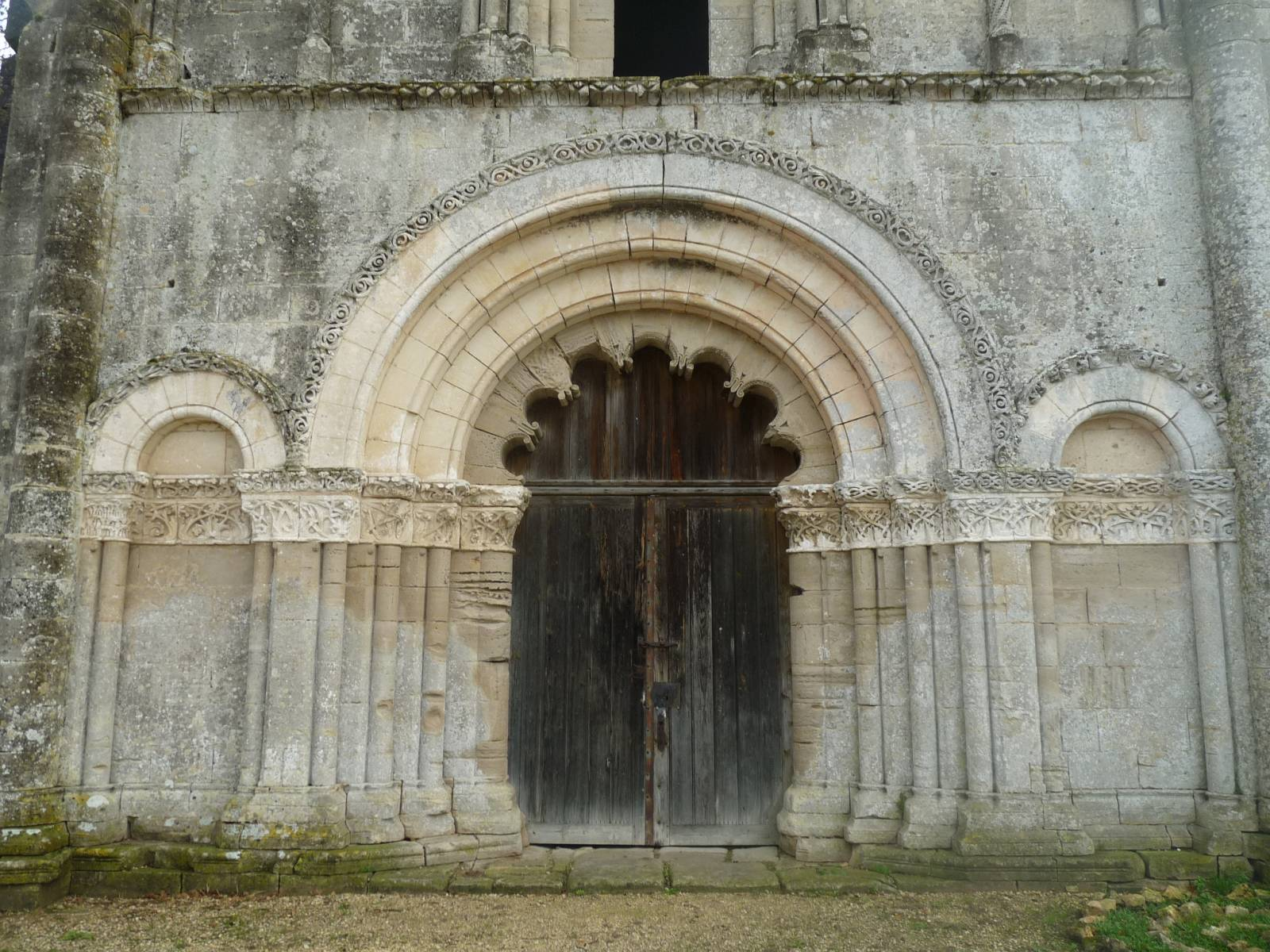
L'entrée, portail polylobé.
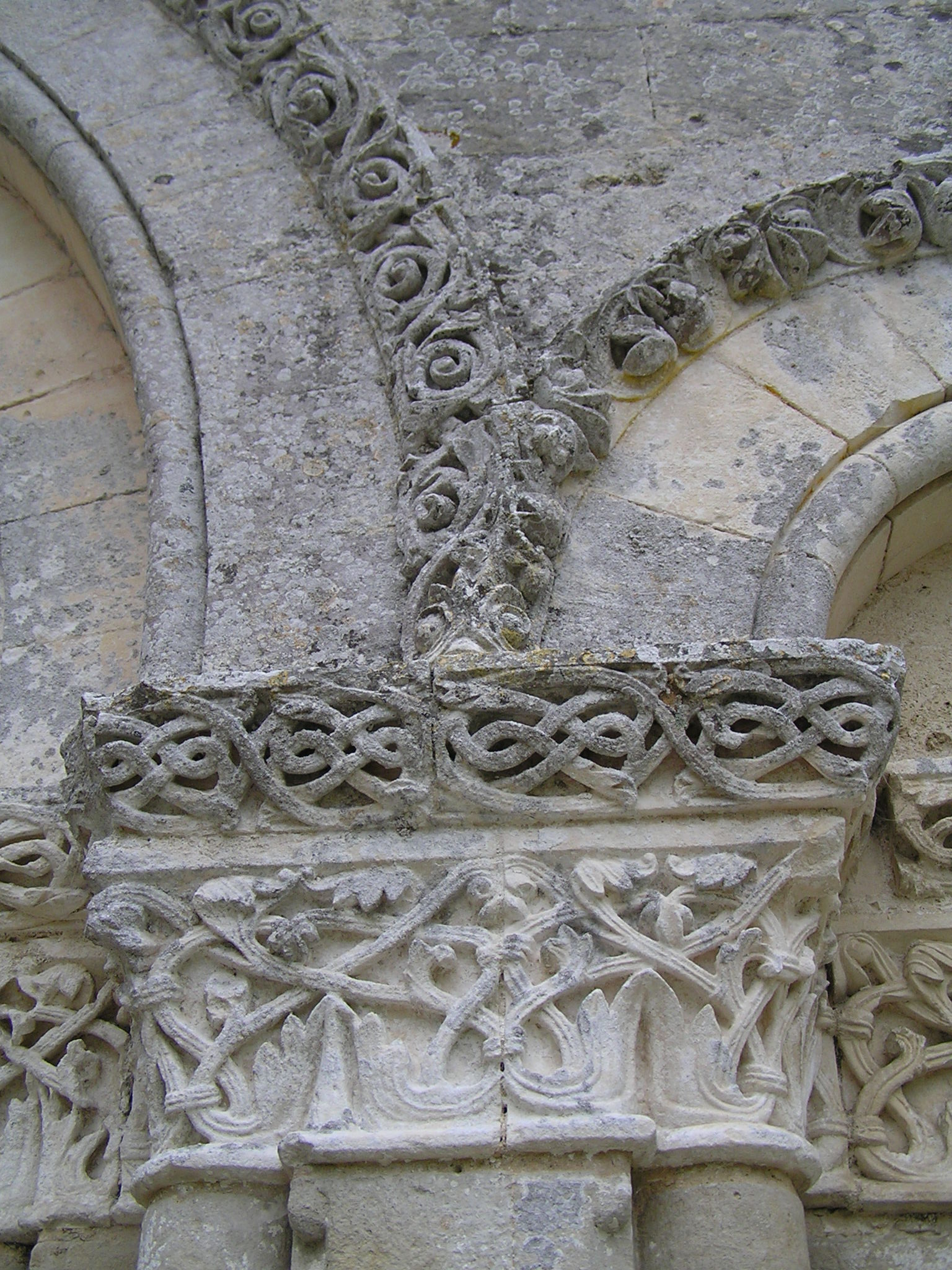
Détail de la façade.
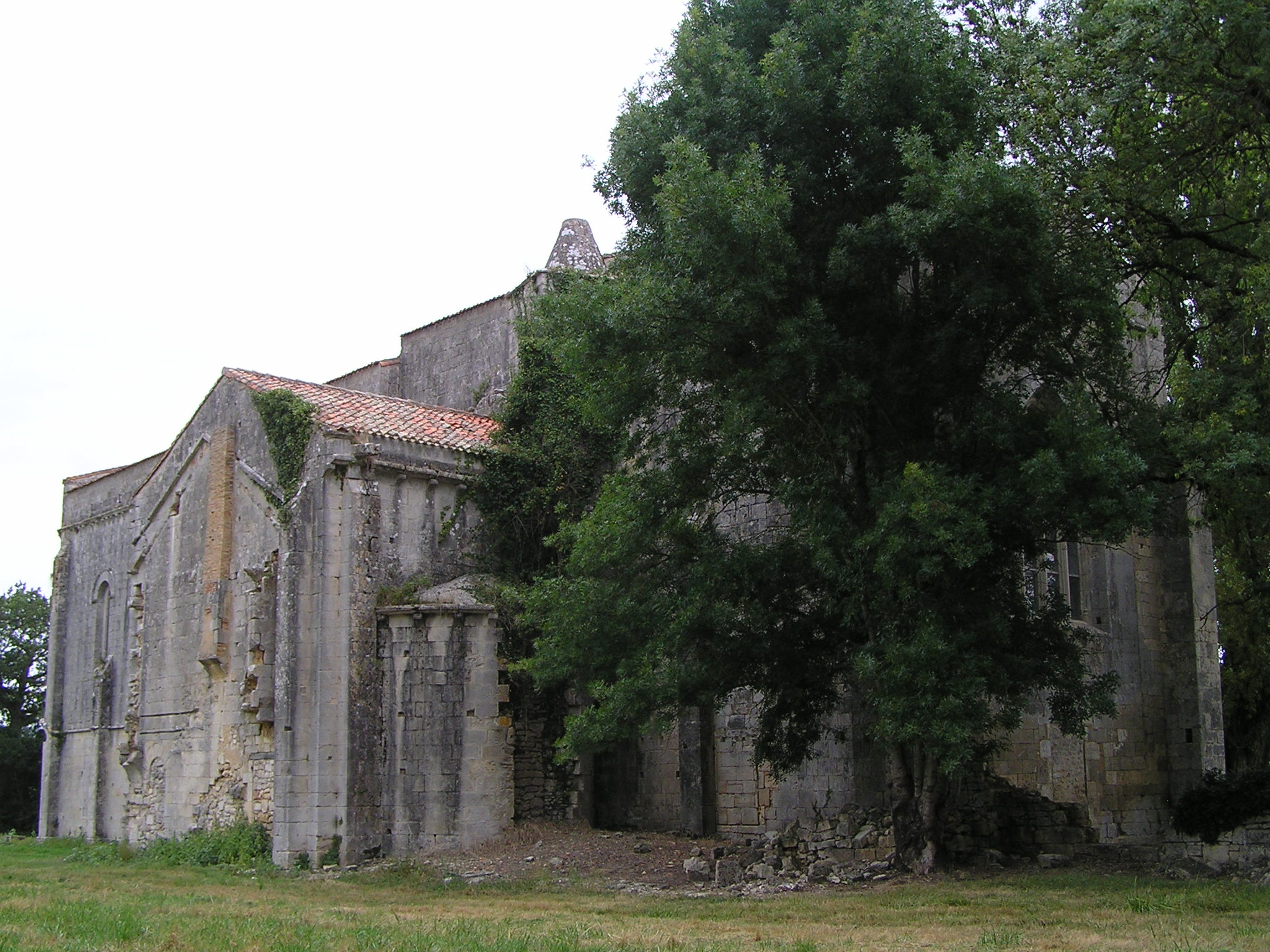
Vue depuis le chœur.

### Les bâtiments monastiques
Il reste les vestiges d'un petit bâtiment conventuel.
L'abbaye a été classée monument historique le 24 août 1948,.

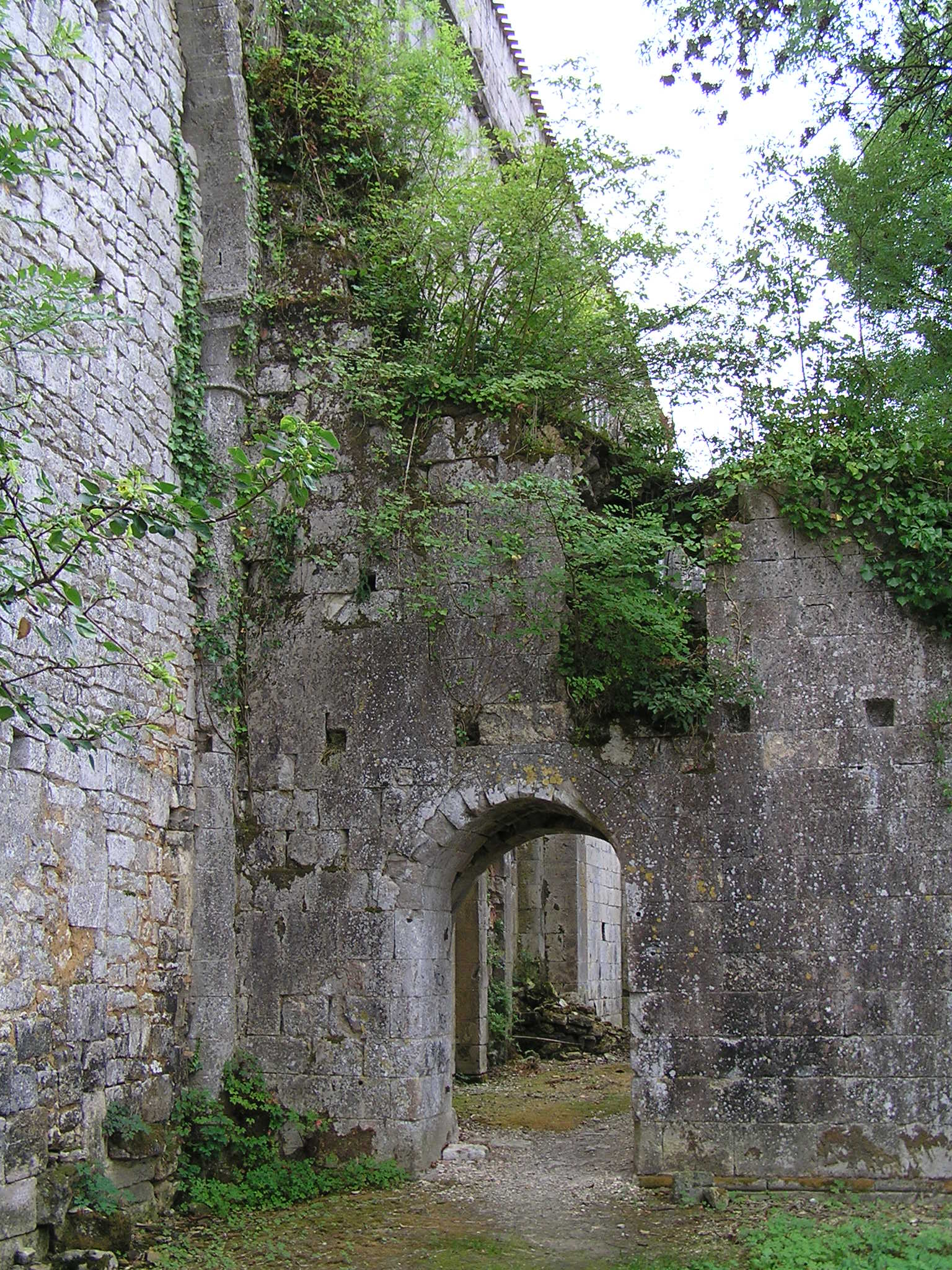
Ruines attenantes au côté de la nef.
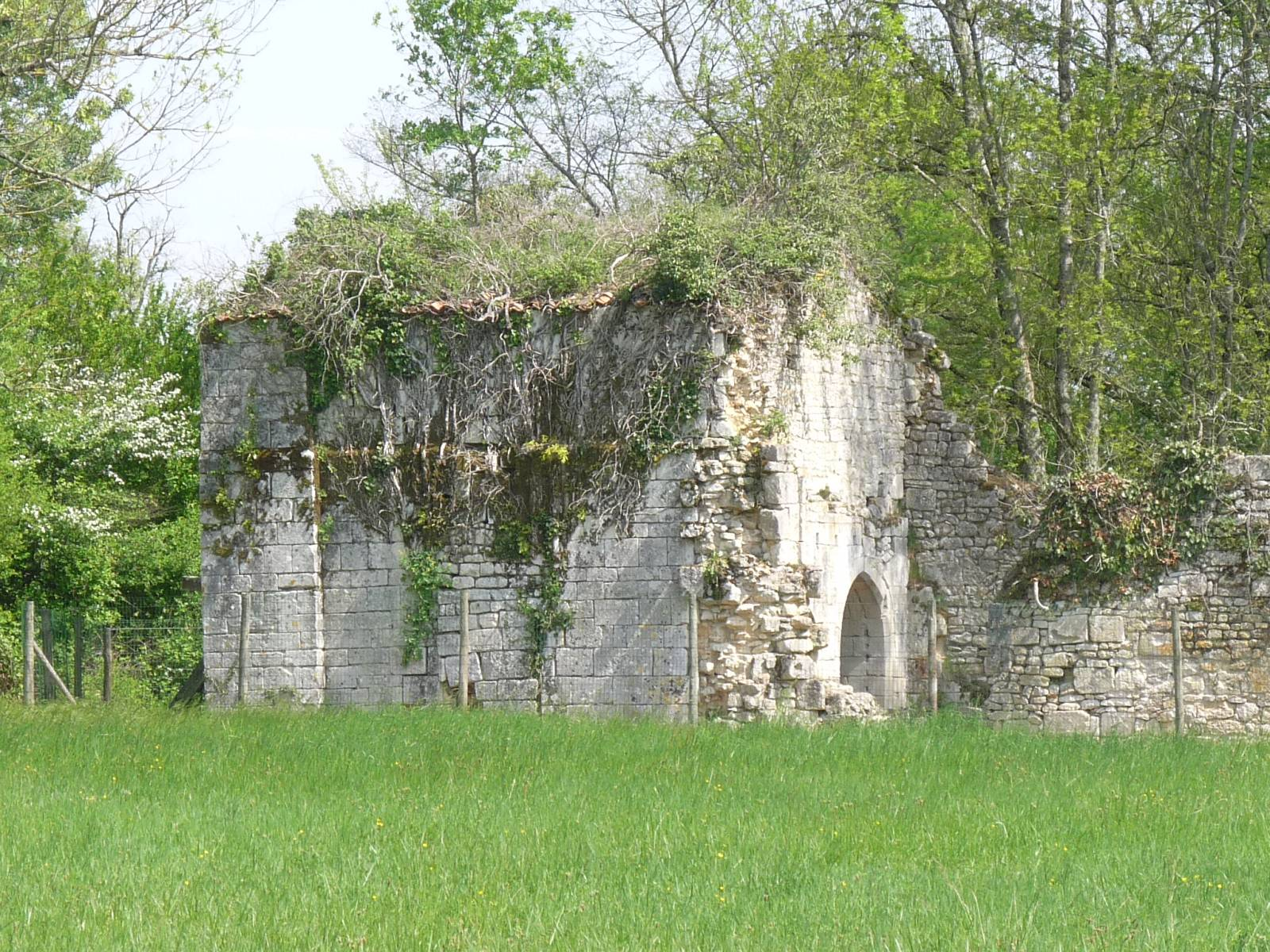
Vestiges d'un petit bâtiment conventuel.
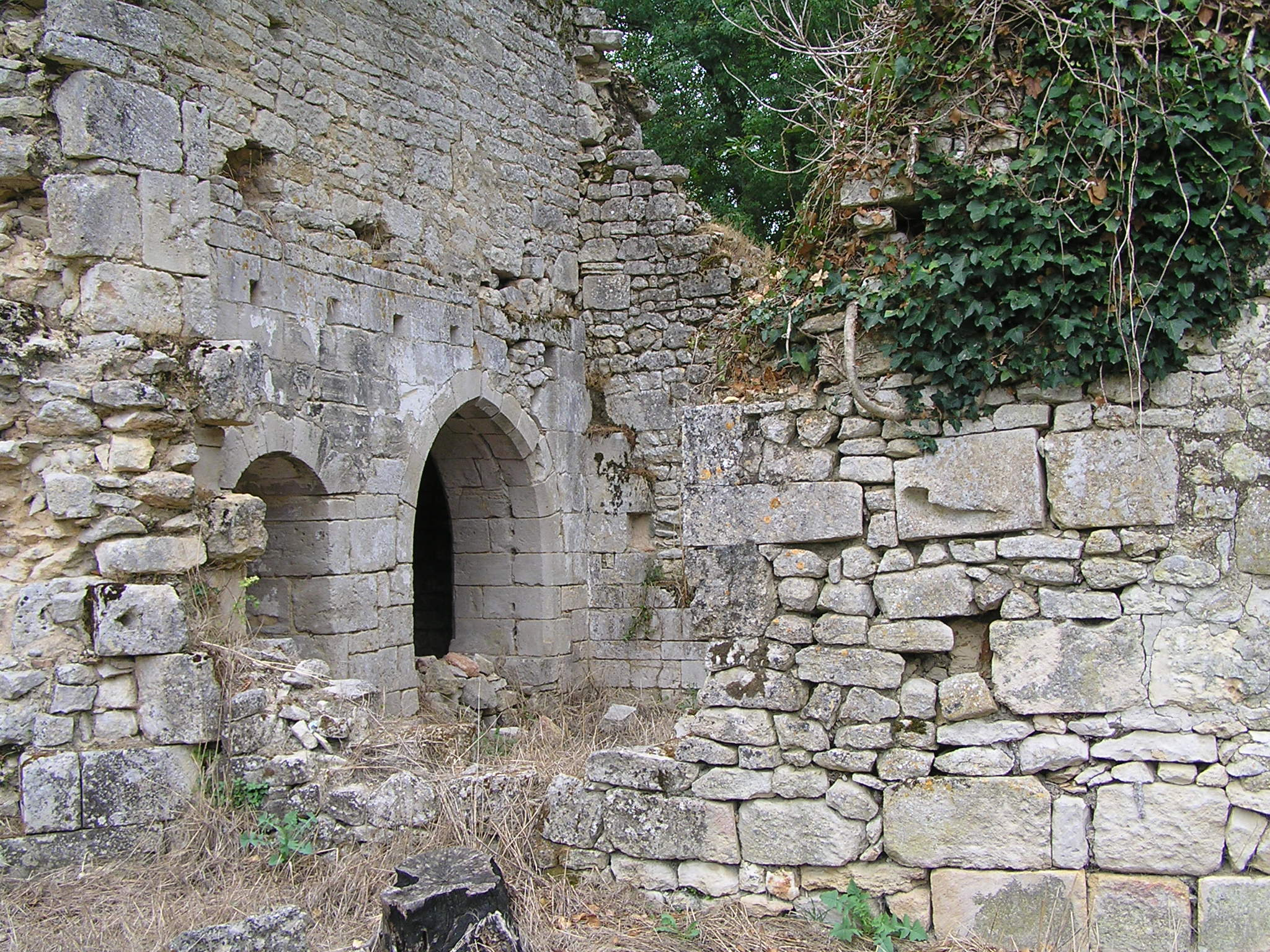

## Activité
Des visites guidées y sont organisées l'été.
Un temps, l'histoire locale a été contée par un spectacle son et lumière monté par le SBAL, une association locale.